# Artropathie
Een artropathie is een aandoening van een gewricht. Aandoeningen als artritis (gewrichtsontsteking) en artrose (kraakbeenaandoeningen) vallen onder de bredere term artropathie zoals die gehanteerd wordt in de ICD-10.
Onderscheiden worden
- Reactieve artropathie (M02-M03) wordt veroorzaakt door infectie anders dan een directe infectie van de synoviale ruimte (Syndroom van Reiter).
- Enteropathische artropathie (M07) wordt veroorzaakt door colitis en aanverwante aandoeningen.
- kristalartropathie (M10-M11) betreft aandoeningen die veroorzaakt worden door kristalafzetting in gewrichten (jicht)
- Diabetische artropathie (M14.2, E10-E14) wordt veroorzaakt door diabetes
- Neuropathische artropathie (M14.6)